# 1879年のスポーツ
- 年度別スポーツ記事一覧

## ゴルフ

### 世界4大大会（男子）
- 全英オープン優勝者：ジェイミー・アンダーソン（イギリス）

## サッカー

### イングランド
- FAカップ決勝

オールド・イートニアンズ 1-0 クラッパム・ローバーズ

## スケート
- イギリス・スケート協会設立

## テニス

### グランドスラム
- ウィンブルドン　男子単優勝：ジョン・ハートリー（イギリス）

## ハーリング
- アイルランド・ハーリング協会設立

## ボート
- オックスフォード・ケンブリッジ大学対抗レガッタ優勝：ケンブリッジ大学

- イギリスでメトロポリタン・ローイングクラブ結成

## 野球

### アメリカ大リーグ
- ナショナルリーグ優勝：プロビデンス・グレイズ

## 誕生
- 1月12日 - レイ・ハルーン（アメリカ、レーシングドライバー、+1968年）
- 2月25日 - 平沼亮三（神奈川県、体操・陸上競技、+1959年）
- 4月19日 - アーチー・ロバートソン（イギリス、陸上競技、+1957年）
- 4月19日 - 朝潮太郎 (2代)（愛媛県、相撲、+1961年）
- 4月29日 - ヌードルズ・ハーン（アメリカ、野球、+1960年）
- 6月5日 - ルネ・ポチエ（フランス、自転車競技、+1907年）
- 6月8日 - エセル・トムソン・ラーコム（イギリス、テニス、+1965年）
- 6月11日 - ロジャー・ブレスナハン（アメリカ、野球、+1944年）
- 7月5日 - ドワイト・デービス（アメリカ、テニス、+1945年）
- 7月6日 - アグリッピナ・ワガノワ（ロシア、バレエダンサー、+1951年）
- 8月20日 - アルフレッド・スバーン（スウェーデン、射撃、+1931年）
- 11月2日 - マリオン・ジョーンズ（アメリカ、テニス、+1965年）
- 12月19日 - ビールズ・ライト（アメリカ、テニス、+1961年）

## 死去
- 2月24日 - 不知火光右衛門（熊本県、相撲、*1825年）